# Belve (romanzo)
Belve è il primo romanzo di fantascienza post-apocalittica di Alda Teodorani, pubblicato in Italia dalla casa editrice Addictions nel 2003.

## Trama
In seguito all'esaurimento delle risorse sul loro pianeta di origine, gli alieni-belve Brin e Ken giungono sulla Terra parzialmente devastata da una catastrofe nucleare, in cerca di nutrimento e di un luogo in cui vivere.

## Storia editoriale
Il libro è stato pubblicato in Italia dalla casa editrice Addictions nel 2003. (con prefazione di Valerio Evangelisti), dopo la pubblicazione in Francia con Naturellement nel 2002.
Il libro è stato ristampato nel 2011 dalla casa editrice Cut-Up nella versione "final-cut" Belve: vampiri e mostri nella Cinecittà del futuro con il testo rivisto, un diverso montaggio e una intervista all'autrice di Pierluca D'Antuono in appendice al libro. Nello stesso anno è uscita anche l'edizione in ebook con Kipple Officina Libraria.